# Sympetrum villosum
Sympetrum villosum – gatunek ważki z rodziny ważkowatych (Libellulidae). Występuje na terenie Ameryki Południowej.